# Adam Idźkowski

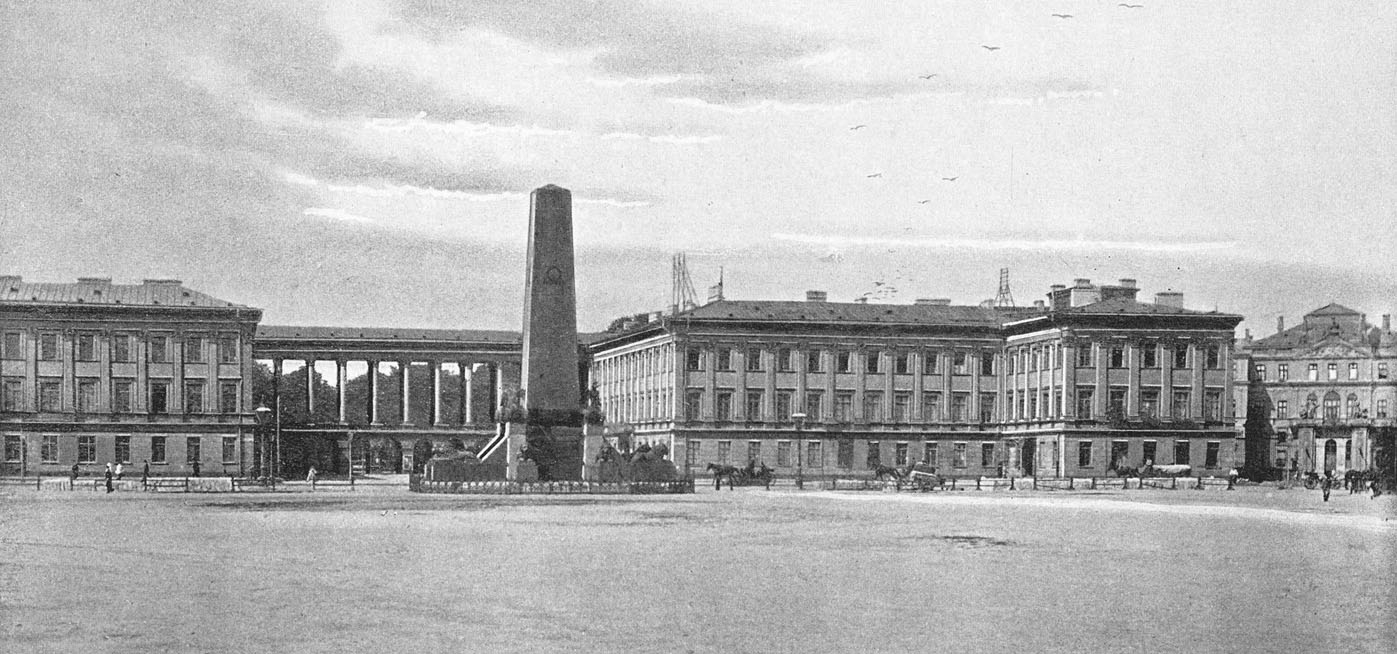
Pałac Saski po przebudowie według projektu Adama Idźkowskiego

Adam Idźkowski (ur. 24 grudnia 1798 w Truskolasach-Olszynie, zm. 3 maja 1879 w Lityniu) – polski inżynier budownictwa i teoretyk architektury, konstruktor, poeta, uczestnik spotkań artystów w salonie Deotymy. Uczeń Antonia Corazziego.

## Życiorys
Uczył się w szkołach wojewódzkich w Pułtusku. W 1824 ukończył budownictwo na Królewskim Uniwersytecie Warszawskim i otrzymał dyplom magistra budownictwa i miernictwa. Jeszcze w czasie studiów swymi projektami zwrócił uwagę ówczesnych ministrów: ks. Druckiego Lubeckiego, hr. Mostowskiego, hr. Grabowskiego i Stanisława Staszica. Na koszt rządu został wysłany na stypendium do Włoch (kształcił się w Akademii Sztuk Pięknych we Florencji). Po powrocie został asesorem budownictwa przy Komisji Wyznań Religijnych i Oświecenia Publicznego. 
Ok. 1830 porzucił służbę w administracji publicznej i osiadł na wsi. Po latach powrócił na stanowiska rządowe za sprawą hr. Grabowskiego. Otrzymał stanowisko budowniczego zamku i pałaców cesarskich w Warszawie i Skierniewicach. 
Zaprojektował liczne pałace na Mazowszu i na Litwie. Był autorem przebudowy pałacu Saskiego w Warszawie w stylu klasycystycznym (1838–1842), katedry św. Jana w stylu gotyku angielskiego (1836−1840), zaprojektował Szpital św. Łazarza, przebudował kościół św. Wawrzyńca na cerkiew w 1841. Zaprojektował melioracje w Łazienkach, cokół pod pomnikiem Kopernika i tunel pod Wisłą w Warszawie (projekt odrzucony z powodu wysokich kosztów realizacji). Skonstruował m.in. zegar astronomiczny i maszynkę do rachunków; wymyślił kolej jednoszynową z wagonami po obydwu stronach. 
Pisał prace z zakresu techniki i sztuki. Autor m.in. Projektu drogi pod rzeką Wisłą dla połączenia Warszawy z Pragą (1828).

## Upamiętnienie
- W 1928 imieniem Adama Idźkowskiego nazwano ulicę na warszawskim Solcu[3].